# Луций Квинкций
Луций Квинкций (на латински: Lucius Quinctius) е римски патриций от 1 век пр.н.е. от фамилията Квинкции.
През 43 пр.н.е. той е екзекутиран по време на втората проскрипция. Тогава са убити общо около 2300 души, от които 300 са от сенаторското и 2000 от конническото съсловие. Популярни жертви тогава са Марк Тулий Цицерон и Квинт Тулий Цицерон.
Луций Квинкций е баща на Квинкция, която става съпруга на историка Гай Азиний Полион (консул 41 пр.н.е.) и има син Гай Азиний Гал Салонин (консул 40 пр.н.е.), който се жени за Випсания Агрипина, бивша съпруга на Тиберий.